# Didone abbandonata (Saverio Mercadante)
Didone abbandonata è un'opera in due atti di Saverio Mercadante, su libretto di Andrea Leone Tottola. La prima rappresentazione ebbe luogo al Teatro Regio di Torino il 18 gennaio 1823 e l'opera fu «clamorosamente applaudita».
Gli interpreti della prima rappresentazione furono:
| Personaggio | Interprete              |
| ----------- | ----------------------- |
| Didone      | Carolina Neri Passerini |
| Enea        | Fanny Eckerlin          |
| Jarba       | Nicola Tacchinardi      |
| Osmida      | Raffaele Benetti        |
| Araspe      | Pietro Gentili          |
| Selene      | Gioconda Vitali         |

Il direttore era Luigi Molino, il maestro al cembalo Bernardo Ottani.

## Trama
La scena si svolge a Cartagine, ed è incentrata sull'episodio di Didone che si toglie la vita, disperata per essere stata abbandonata da Enea, che aveva raccolto naufrago sulle coste africane e di cui si era innamorata, ma che per volere degli dei ha dovuto proseguire il suo viaggio verso l'Italia, dove deve avvenire la fondazione di Roma.

## Struttura musicale
- Sinfonia

### Atto I
- N. 1 - Coro d'introduzione e Cavatina di Enea Move le frigie vele - Tal guerra, oh Dio! nell'alma (Coro, Selene, Osmida, Enea)
- N. 2 - Cavatina di Didone Vedi, mio ben, di Venere (Didone, Enea, Osmida, Selene, Coro)
- N. 3 - Cavatina di Jarba A Dido il re de' mori (Jarba, Coro)
- N. 4 - Duetto Didone e Jarba Son Regina, e son amante
- N. 5 - Duetto Enea e Jarba Quando saprai chi sono
- N. 6 - Aria di Araspe Tacerò se tu lo brami
- N. 7 - Finale I Oh ciel che sento! (Didone, Selene, Jarba, Araspe, Enea, Osmida, Coro)

### Atto II
- N. 8 - Aria di Selene Ogni amator suppone
- N. 9 - Duetto Didone ed Enea Ah non lasciarmi, no
- N. 10 - Aria di Enea Vivi, superbo, e regna (Enea, Coro)
- N. 11 - Aria di Osmida Fosca nuba il sol ricopra
- N. 12 - Terzetto Didone, Enea e Jarba So che gli affetti miei
- N. 13 - Aria di Jarba Se miro quel volto (Coro, Jarba)
- N. 14 - Finaletto Fuggi i furori - Vedova sventurata! (Coro)